# Tahlequah
Tahlequah is een plaats (city) in de Amerikaanse staat Oklahoma, en valt bestuurlijk gezien onder Cherokee County.

## Demografie
Bij de volkstelling in 2000 werd het aantal inwoners vastgesteld op 14.458.
In 2006 is het aantal inwoners door het United States Census Bureau geschat op 16.237, een stijging van 1779 (12,3%).

## Geografie
Volgens het United States Census Bureau beslaat de plaats een oppervlakte van
31,1 km², geheel bestaande uit land. Tahlequah ligt op ongeveer 226 m boven zeeniveau.

## Plaatsen in de nabije omgeving
De onderstaande figuur toont nabijgelegen plaatsen in een straal van 12 km rond Tahlequah.

## Geboren
- Wilma Mankiller (1945-2010), chief
- Chaske Spencer (1975), acteur